# Вашана
Ваша́на — река в Тульской области России, правый приток Оки.
Длина реки — 68 км, площадь водосборного бассейна — 629 км². Впадает в Оку ниже Алексина. В верховье реки расположен город Ясногорск. На берегу реки недалеко от Ясногорска находится небольшая одноимённая деревушка.

## Притоки (км от устья)
- 18 км: река Нериска (пр)
- 39 км: река Сулема (Салюма) (лв)
- 48 км: река Вашанка (пр)

## Дополнительная информация
Весной река представляет собой бурный поток, что делает её идеальной для спортивного сплава. Регулярно проводятся соревнования по байдарочному спорту.
Река часто упоминается в русских летописных источниках в связи с военными конфликтами с Крымским ханством.

## Ихтиофауна
В водах реки обитают елец, плотва, окунь, голавль, язь, жерех, уклея, щука, пескарь, ёрш.

## Данные водного реестра
По данным государственного водного реестра России относится к Окскому бассейновому округу, водохозяйственный участок реки — Ока от города Калуга до города Серпухов, без рек Протва и Нара, речной подбассейн реки — бассейны притоков Оки до впадения Мокши. Речной бассейн реки — Ока.
Код объекта в государственном водном реестре — 09010100812110000021821.